# کاساماسیما
کاساماسیما (به ایتالیایی: Casamassima) یک کومونه در ایتالیا است که در استان باری واقع شده‌است.

## خصوصیات
کاساماسیما ۷۷ کیلومترمربع مساحت و ۱۷٬۹۰۲ نفر جمعیت دارد و ۲۲۳ متر بالاتر از سطح دریا واقع شده‌است.